# Slinovce
Slinovce este o localitate din comuna Kostanjevica na Krki, Slovenia, cu o populație de 42 de locuitori.